# Бернард Редер
Бернард Редер (29 червня 1897, Чернівці — 7 вересня 1963, Нью-Йорк) — художник, скульптор, гравер та архітектор, народився в Чернівцях, Буковина, що була частиною Австрії до Другої світової війни та центром єврейської та хасидської культури. Його теми були взяті з єврейського фольклору, грецької міфології, Біблії, а також з Франсуа Рабле.

## Життєпис

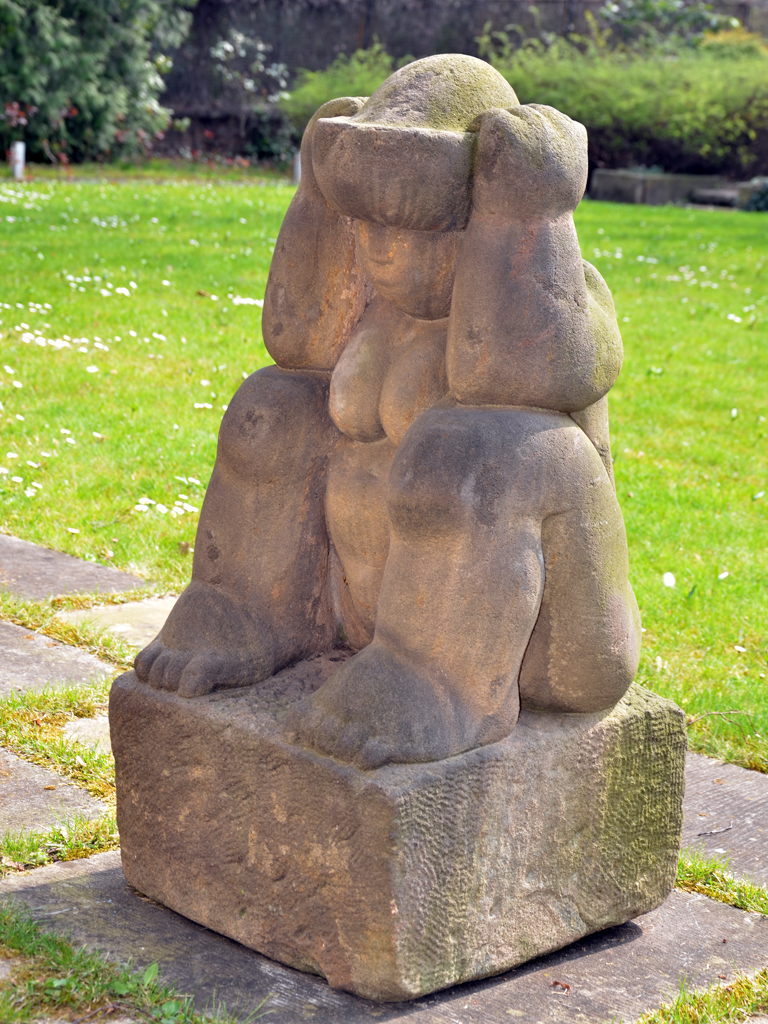
Сидяча фігура, скульптура з пісковика Бернарда Редера, створена в Празі близько 1930 року

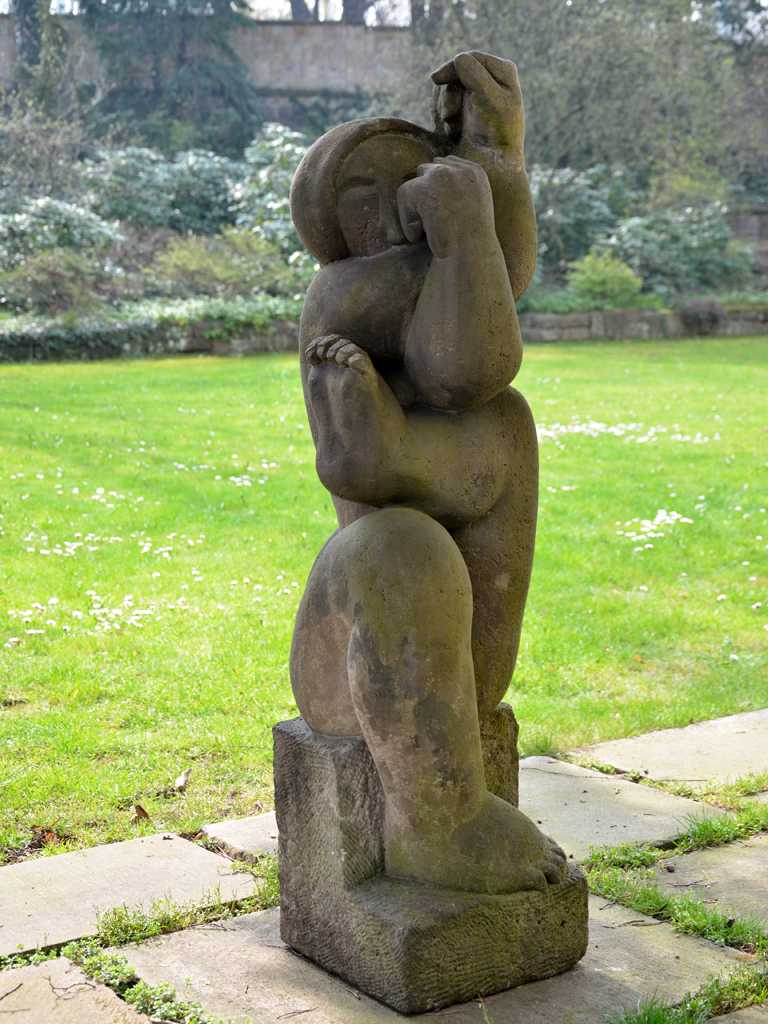
Жіноча фігура, скульптура з пісковика Бернарда Редера, створена в Празі близько 1930 року

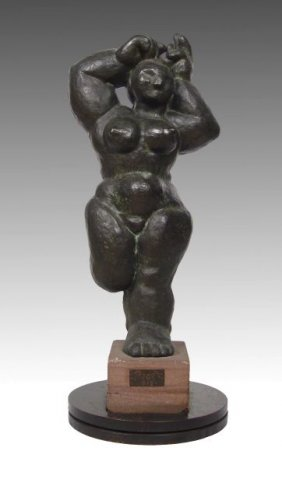
Жінка Бернарда Редера

Редер сказав: «Ми народилися вже п'яними від фантазії», маючи на увазі своє раннє життя на Буковині. Син єврейського корчмаря, у 17 років він був призваний до австрійської армії і провів Першу світову війну в окопах. Далі навчався в Академії образотворчих мистецтв у Празі. Працюючи над своїми скульптурами у вільний час, він забезпечував себе різьбленням цвинтарних пам'ятників. У 1930 році він переїхав до Праги через антисемітські виступи. У 1935 році Редер мав свою першу персональну виставку в галереї Manes, товариства художників у Празі. Ця виставка викликала фурор і була широко опублікована газетами Праги, Парижа, Відня та Базеля. Більшість скульптур було продано.
Через два роки, в 1937 році, він переїхав до Парижа і став хорошим другом скульптора і художника Арістіда Майоля. У 1940 році виставлявся в паризькій галереї Вільденштейн. Пізніше того ж року Редер був змушений тікати з Парижа, щоб втекти від нацистів, і Майоль забезпечив йому та його дружині проїзд до Іспанії, де він був ув'язнений за незаконний в'їзд. Після його звільнення вони вирушили до Гавани, Куба, де Редер вплинув на багатьох художників.
Усі роботи його паризької майстерні згодом були знищені німцями. Редер прибув до Нью-Йорка в 1943 році, але в 1945 році його частково паралізувала серйозна хвороба, і він більше зосередився на ксилографії та малюнках. У 1948 році він отримав американське громадянство.
Редер брав участь у виставці 3rd Sculpture International, що проходила у Філадельфії в 1949 році, і є одним із скульпторів на фотографії 70 скульпторів, зробленій там.
Його роботи регулярно демонстрували в Музеї Вітні, а в 1949 році їх показали у Філадельфійському художньому музеї. У 1954 році Редер поїхав до Італії, щоб займатися скульптурою в Римі та Флоренції. У 1956 році була організована його персональна виставка в Galleria d'Arte Moderno L'Indiano, Флоренція, яка отримала велику увагу та визнання історика мистецтва Джона Ревальда. У 1961 році відбулась його персональна ретроспективна виставка в музеї Вітні, і вперше в історії музей присвятив три поверхи одному художнику.
Бернард Редер помер у 1963 році в Нью-Йорку. Його останні чотири роки були дуже продуктивними, створив понад тридцять п'ять бронзових скульптур. Багато з них він створив безпосередньо з воску, використовуючи техніку точного лиття, якої навчився в Італії.

## Галереї
Роботи Редера зараз зберігаються у багатьох колекціях, зокрема:
- Музей американського мистецтва Вітні
- Музей сучасного мистецтва (Нью-Йорк)
- Національна галерея мистецтв (США)
- Бруклінський музей
- Публічна бібліотека Нью-Йорка
- Інститут мистецтв Чикаго
- Музей сучасного мистецтва в Сан-Паулу, Бразилія
- Університет Хофстра, Лонг-Айленд, Нью-Йорк